# Olympische Sommerspiele 1980/Schwimmen
Bei den XXII. Olympischen Sommerspielen 1980 in Moskau wurden 26 Wettbewerbe im Schwimmen ausgetragen, je 13 für Männer und Frauen. Austragungsort war vom 20.–27. Juli 1980 das Hallenbad im Sportkomplex Olimpijski. Bei den Wettkämpfen der Frauen war die Dominanz der Schwimmerinnen aus der DDR erdrückend; sie gewannen 26 von 36 möglichen Medaillen.

## Bilanz

### Medaillenspiegel
| Medaillenspiegel Schwimmen | Medaillenspiegel Schwimmen | Medaillenspiegel Schwimmen   | Medaillenspiegel Schwimmen | Medaillenspiegel Schwimmen | Medaillenspiegel Schwimmen |
| Platz                      | Land                       | Goldmedaille – Olympiasieger | Silbermedaille – 2. Platz  | Bronzemedaille – 3. Platz  | Medaillen – Gesamt         |
| -------------------------- | -------------------------- | ---------------------------- | -------------------------- | -------------------------- | -------------------------- |
| 1                          | DDR                        | 12                           | 10                         | 8                          | 30                         |
| 2                          | Sowjetunion                | 8                            | 9                          | 5                          | 22                         |
| 3                          | Schweden                   | 2                            | 2                          | 1                          | 5                          |
| 4                          | Australien                 | 2                            | –                          | 5                          | 7                          |
| 5                          | Großbritannien             | 1                            | 3                          | 1                          | 5                          |
| 6                          | Ungarn                     | 1                            | 2                          | 1                          | 4                          |
| 7                          | Spanien                    | –                            | –                          | 1                          | 1                          |
| 7                          | Brasilien                  | –                            | –                          | 1                          | 1                          |
| 7                          | Dänemark                   | –                            | –                          | 1                          | 1                          |
| 7                          | Polen                      | –                            | –                          | 1                          | 1                          |
| 7                          | Niederlande                | –                            | –                          | 1                          | 1                          |
| Gesamt                     | Gesamt                     | 26                           | 26                         | 26                         | 78                         |

### Medaillengewinner
| Disziplin           | Gold | Silber | Bronze                                                                                                 |
| ------------------- | --- | --- | --- |
| 100 m Freistil      | Jörg Woithe (GDR) | Per Holmertz (SWE) | Per Johansson (SWE)                                                                                    |
| 200 m Freistil      | Sergei Kopljakow (URS) | Andrei Krylow (URS) | Graeme Brewer (AUS)                                                                                    |
| 400 m Freistil      | Wladimir Salnikow (URS) | Andrei Krylow (URS) | Ivar Stukolkin (URS)                                                                                   |
| 1500 m Freistil     | Wladimir Salnikow (URS) | Alexander Tschajew (URS) | Max Metzker (AUS)                                                                                      |
| 100 m Rücken        | Bengt Baron (SWE) | Wiktor Kusnezow (URS) | Wladimir Dolgow (URS)                                                                                  |
| 200 m Rücken        | Sándor Wladár (HUN) | Zoltán Verrasztó (HUN) | Mark Kerry (AUS)                                                                                       |
| 100 m Brust         | Duncan Goodhew (GBR) | Arsens Miskarovs (URS) | Peter Evans (AUS)                                                                                      |
| 200 m Brust         | Robertas Žulpa (URS) | Albán Vermes (HUN) | Arsens Miskarovs (URS)                                                                                 |
| 100 m Schmetterling | Pär Arvidsson (SWE) | Roger Pyttel (GDR) | David López-Zubero (ESP)                                                                               |
| 200 m Schmetterling | Serhij Fessenko (URS) | Duncan Goodhew (GBR) | Roger Pyttel (GDR)                                                                                     |
| 400 m Lagen         | Oleksandr Sydorenko (URS) | Serhij Fessenko (URS) | Zoltán Verrasztó (HUN)                                                                                 |
| 4 × 200 m Freistil  | Sowjetunion Sergei Kopljakow Wladimir Salnikow Ivar Stukolkin Andrei Krylow Vorlauf: Sergei Russin, Serhij Krassjuk, Juri Presekin | DDR Frank Pfütze Jörg Woithe Detlev Grabs Rainer Strohbach Vorlauf: Frank Kühne                                                   | Brasilien Jorge Luiz Fernandes Marcus Mattioli Cyro Delgado Djan Madruga                               |
| 4 × 100 m Lagen     | Australien Mark Kerry Peter Evans Mark Tonelli Neil Brooks Vorlauf: Glenn Patching                                                 | Sowjetunion Wiktor Kusnezow Arsens Miskarovs Jewgeni Seredin Sergei Kopljakow Vorlauf: Schemetow, Fedorowski, Markowski, Krassjuk | Großbritannien Gary Abraham Duncan Goodhew David Lowe Martin Smith Vorlauf: Paul Marshall, Mark Taylor |

| Disziplin           | Gold                                                                                      | Silber | Bronze |
| ------------------- | ----------------------------------------------------------------------------------------- | --- | --- |
| 100 m Freistil      | Barbara Krause (GDR)                                                                      | Caren Metschuck (GDR)                                                                                                  | Ines Diers (GDR) |
| 200 m Freistil      | Barbara Krause (GDR)                                                                      | Ines Diers (GDR) | Carmela Schmidt (GDR) |
| 400 m Freistil      | Ines Diers (GDR)                                                                          | Petra Schneider (GDR)                                                                                                  | Carmela Schmidt (GDR) |
| 800 m Freistil      | Michelle Ford (AUS)                                                                       | Ines Diers (GDR) | Heike Dähne (GDR) |
| 100 m Rücken        | Rica Reinisch (GDR)                                                                       | Ina Kleber (GDR) | Petra Riedel (GDR) |
| 200 m Rücken        | Rica Reinisch (GDR)                                                                       | Cornelia Polit (GDR)                                                                                                   | Birgit Treiber (GDR) |
| 100 m Brust         | Ute Geweniger (GDR)                                                                       | Elwira Wassilkowa (URS)                                                                                                | Susanne Nielsson (DEN) |
| 200 m Brust         | Lina Kačiušytė (URS)                                                                      | Swetlana Warganowa (URS)                                                                                               | Julija Bogdanowa (URS) |
| 100 m Schmetterling | Caren Metschuck (GDR)                                                                     | Andrea Pollack (GDR)                                                                                                   | Christiane Knacke (GDR) |
| 200 m Schmetterling | Ines Geißler (GDR)                                                                        | Sybille Schönrock (GDR)                                                                                                | Michelle Ford (AUS) |
| 400 m Lagen         | Petra Schneider (GDR)                                                                     | Sharron Davies (GBR)                                                                                                   | Agnieszka Czopek (POL) |
| 4 × 100 m Freistil  | DDR Barbara Krause Caren Metschuck Ines Diers Sarina Hülsenbeck Vorlauf: Carmela Schmidt  | Schweden Carina Ljungdahl Tina Gustafsson Agneta Mårtensson Agneta Eriksson Vorlauf: Birgitta Jönsson, Helena Peterson | Niederlande Conny van Bentum Wilma van Velsen Reggie de Jong Annelies Maas                                                       |
| 4 × 100 m Lagen     | DDR Rica Reinisch Ute Geweniger Andrea Pollack Caren Metschuck Vorlauf: Sarina Hülsenbeck | Großbritannien Helen Jameson Margaret Kelly Ann Osgerby June Croft                                                     | Sowjetunion Jelena Kruglowa Elwira Wassilkowa Alla Grischtschenkowa Natalja Strunnikowa Vorlauf: Irina Aksjonowa, Olga Klewakina |

## Zeitplan

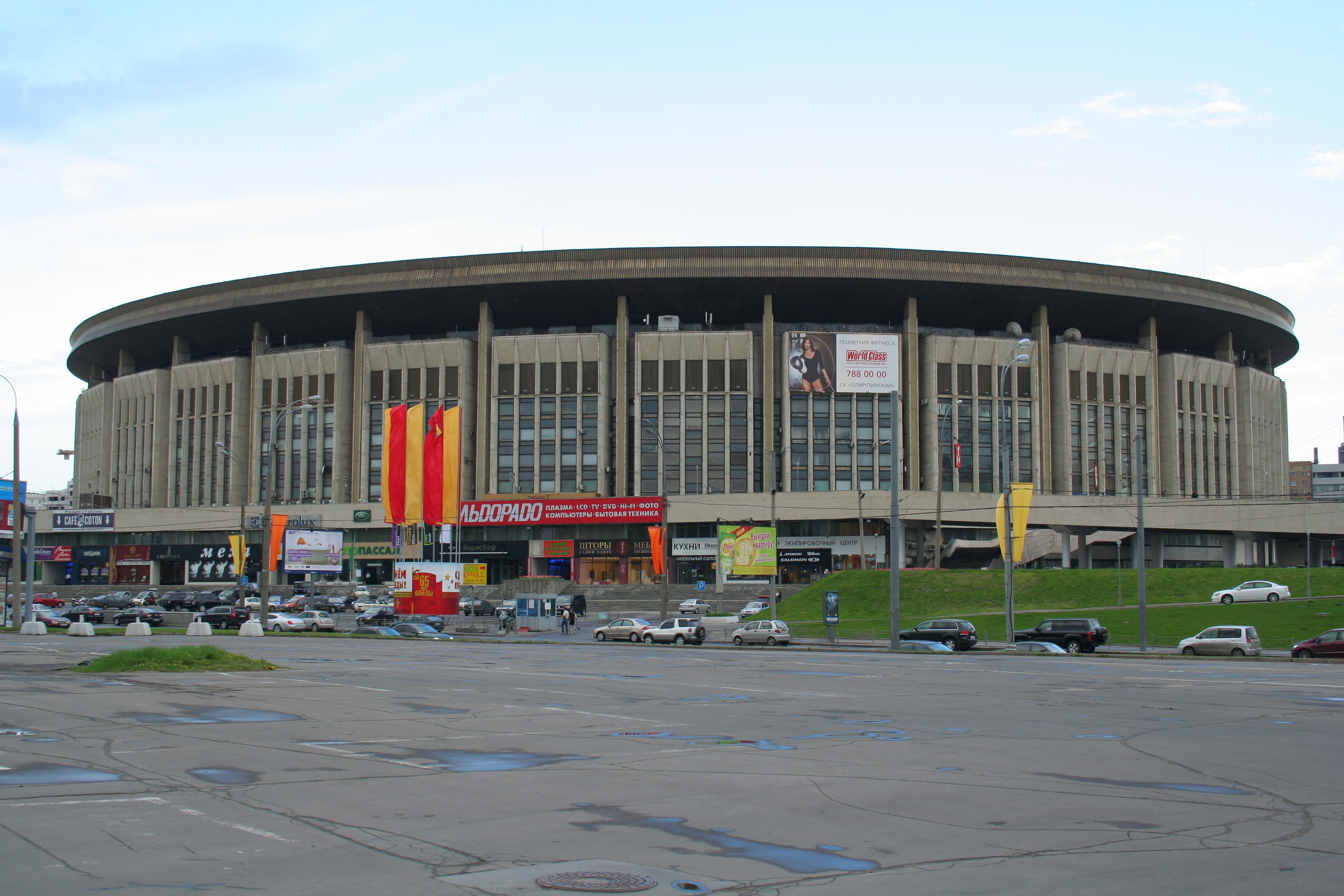
Sportkomplex Olimpijski – Austragungsort der Wettbewerbe im Schwimmen

| Wettbewerbe und Zeitplan Schwimmen | Wettbewerbe und Zeitplan Schwimmen | Wettbewerbe und Zeitplan Schwimmen |
| Tag                                | Morgenprogramm 9:00 Uhr bis 10:30 Uhr MESZ | Abendprogramm 17:30 Uhr bis 19:30 Uhr MESZ |
| ---------------------------------- | --- | --- |
| Sonntag 20. Juli 1980              | Vorläufe 100 m Rücken Männer Vorläufe 200 m Schmetterling Männer Vorläufe 4 × 100-m-Lagenstaffel Frauen                                            | Vorläufe 100 m Freistil Frauen Halbfinale 100 m Rücken Männer Finale 200 m Schmetterling Männer Finale 4 × 100-m-Lagenstaffel Frauen                      |
| Montag 21. Juli 1980               | Vorläufe 200 m Freistil Männer Vorläufe 1500 m Freistil Männer Vorläufe 200 m Schmetterling Frauen                                                 | Vorläufe 100 m Brust Männer Finale 100 m Freistil Frauen Finale 100 m Rücken Männer Finale 200 m Schmetterling Frauen Finale 200 m Freistil Männer        |
| Dienstag 22. Juli 1980             | Vorläufe 400 m Freistil Frauen Vorläufe 100 m Rücken Frauen Vorläufe 100 m Schmetterling Männer                                                    | Halbfinale 100 m Rücken Frauen Halbfinale 100 m Schmetterling Männer Finale 1500 m Freistil Männer Finale 400 m Freistil Frauen Finale 100 m Brust Männer |
| Mittwoch 23. Juli 1980             | Vorläufe 4 × 200-m-Freistilstaffel Männer Vorläufe 200 m Brust Frauen Vorläufe 100 m Schmetterling Frauen                                          | Finale 100 m Schmetterling Männer Finale 100 m Rücken Frauen Finale 200 m Brust Frauen Finale 4 × 200-m-Freistilstaffel Männer                            |
| Donnerstag 24. Juli 1980           | Vorläufe 100 m Brust Frauen Vorläufe 400 m Freistil Männer Vorläufe 200 m Freistil Frauen Vorläufe 4 × 100-m-Lagenstaffel Männer                   | Finale 100 m Schmetterling Frauen Finale 400 m Freistil Männer Finale 200 m Freistil Frauen Finale 4 × 100-m-Lagenstaffel Männer                          |
| Freitag 25. Juli 1980              | keine Wettkämpfe | keine Wettkämpfe |
| Samstag 26. Juli 1980              | Vorläufe 100 m Freistil Männer Vorläufe 200 m Rücken Männer Vorläufe 800 m Freistil Frauen Vorläufe 200 m Brust Männer Vorläufe 400 m Lagen Frauen | Halbfinale 100 m Freistil Männer Finale 100 m Brust Frauen Finale 200 m Brust Männer Finale 400 m Lagen Frauen Finale 200 m Rücken Männer                 |
| Sonntag 27. Juli 1980              | Vorläufe 200 m Rücken Frauen Vorläufe 400 m Lagen Männer Vorläufe 4 × 100-m-Freistilstaffel Frauen                                                 | Finale 800 m Freistil Frauen Finale 400 m Lagen Männer Finale 200 m Rücken Frauen Finale 100 m Freistil Männer Finale 4 × 100-m-Freistilstaffel Frauen    |

## Männer

### 100 m Freistil
| Platz | Land | Athlet              | Zeit (s) |
| ----- | ---- | ------------------- | -------- |
| 1     | GDR  | Jörg Woithe         | 50,40    |
| 2     | SWE  | Per Holmertz        | 50,91    |
| 3     | SWE  | Per Johansson       | 51,29    |
| 4     | URS  | Sergei Kopljakow    | 51,34    |
| 5     | ITA  | Raffaele Franceschi | 51,69    |
| 6     | URS  | Serhij Krassjuk     | 51,80    |
| 7     | FRA  | René Écuyer         | 52,01    |
| 8     | AUS  | Graeme Brewer       | 52,22    |

Teilnehmer: 40 Schwimmer aus 27 Ländern
 Finale am 27. Juli
 Im Halbfinale verbesserte Jörg Woithe nochmals seinen Europarekord aus dem Vorlauf von 50,49 s auf 50,21 s.

### 200 m Freistil
| Platz | Land | Athlet            | Zeit (min) |
| ----- | ---- | ----------------- | ---------- |
| 1     | URS  | Sergei Kopljakow  | 1:49,81    |
| 2     | URS  | Andrei Krylow     | 1:50,76    |
| 3     | AUS  | Graeme Brewer     | 1:51,60    |
| 4     | GDR  | Jörg Woithe       | 1:51,86    |
| 5     | AUS  | Ron McKeon        | 1:52,60    |
| 6     | ITA  | Paolo Revelli     | 1:52,76    |
| 7     | SWE  | Thomas Lejdström  | 1:52,94    |
| 8     | ITA  | Fabrizio Rampazzo | 1:53,25    |

Teilnehmer: 48 Schwimmer aus 24 Ländern
 Finale am 21. Juli

### 400 m Freistil
| Platz | Land | Athlet            | Zeit (min) |
| ----- | ---- | ----------------- | ---------- |
| 1     | URS  | Wladimir Salnikow | 3:51,31    |
| 2     | URS  | Andrei Krylow     | 3:53,24    |
| 3     | URS  | Ivar Stukolkin    | 3:53,95    |
| 4     | BRA  | Djan Madruga      | 3:54,15    |
| 5     | TCH  | Daniel Machek     | 3:55,66    |
| 6     | HUN  | Sándor Nagy       | 3:56,83    |
| 7     | AUS  | Max Metzker       | 3:56,87    |
| 8     | AUS  | Ron McKeon        | 3:57,00    |

Teilnehmer: 36 Schwimmer aus 20 Ländern
 Finale am 24. Juli

### 1500 m Freistil
| Platz | Land | Athlet             | Zeit (min) |
| ----- | ---- | ------------------ | ---------- |
| 1     | URS  | Wladimir Salnikow  | 14:58,27   |
| 2     | URS  | Alexander Tschajew | 15:14,30   |
| 3     | AUS  | Max Metzker        | 15:14,49   |
| 4     | GDR  | Rainer Strohbach   | 15:15,29   |
| 5     | YUG  | Borut Petrič       | 15:21,78   |
| 6     | ESP  | Rafael Escalas     | 15:21,88   |
| 7     | HUN  | Sándor Wladár      | 15:26,70   |
| 8     | URS  | Eduard Petrow      | 15:28,24   |

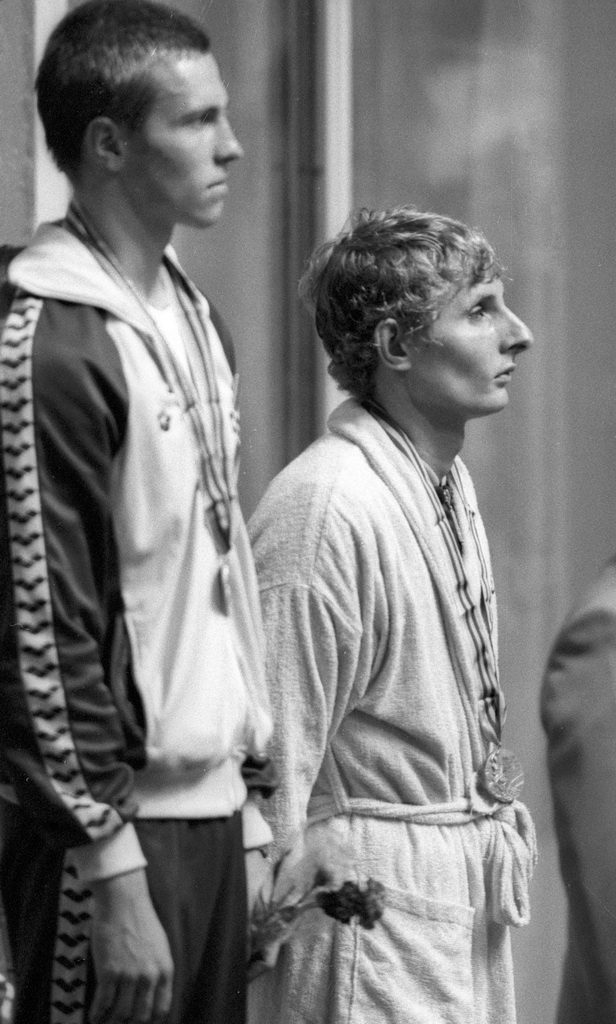
Siegerehrung mit Salnikow und Metzker (v.l.).

Teilnehmer: 21 Schwimmer aus 14 Ländern
 Finale am 22. Juli
 Wladimir Salnikow schwamm als erster Schwimmer die 1500 Meter Freistil unter 15 Minuten.

### 100 m Rücken
| Platz | Land | Athlet          | Zeit (s) |
| ----- | ---- | --------------- | -------- |
| 1     | SWE  | Bengt Baron     | 56,53    |
| 2     | URS  | Wiktor Kusnezow | 56,99    |
| 3     | URS  | Wladimir Dolgow | 57,63    |
| 4     | TCH  | Miloslav Rolko  | 57,74    |
| 5     | HUN  | Sándor Wladár   | 57,84    |
| 6     | NED  | Fred Eefting    | 57,95    |
| 7     | AUS  | Mark Tonelli    | 57,98    |
| 8     | GBR  | Gary Abraham    | 58,38    |

Teilnehmer: 35 Schwimmer aus 23 Ländern
 Finale am 21. Juli

### 200 m Rücken
| Platz | Land | Athlet             | Zeit (min) |
| ----- | ---- | ------------------ | ---------- |
| 1     | HUN  | Sándor Wladár      | 2:01,93    |
| 2     | HUN  | Zoltán Verrasztó   | 2:02,40    |
| 3     | AUS  | Mark Kerry         | 2:03,14    |
| 4     | URS  | Wladimir Schemetow | 2:03,48    |
| 5     | NED  | Fred Eefting       | 2:03,92    |
| 6     | SWE  | Michael Söderlund  | 2:04,10    |
| 7     | GBR  | Douglas Campbell   | 2:04,23    |
| 8     | AUS  | Paul Moorfoot      | 2:06,15    |

Teilnehmer: 28 Schwimmer aus 18 Ländern
 Finale am 26. Juli

### 100 m Brust
| Platz | Land | Athlet               | Zeit (min) |
| ----- | ---- | -------------------- | ---------- |
| 1     | GBR  | Duncan Goodhew       | 1:03,34    |
| 2     | URS  | Arsens Miskarovs     | 1:03,82    |
| 3     | AUS  | Peter Evans          | 1:03,96    |
| 4     | URS  | Alexander Fedorowski | 1:04,00    |
| 5     | HUN  | János Dzvonyár       | 1:04,67    |
| 6     | AUS  | Lindsay Spencer      | 1:05,04    |
| 7     | COL  | Pablo Restrepo       | 1:05,91    |
|       | HUN  | Albán Vermes         | DSQ        |

Teilnehmer: 28 Schwimmer aus 22 Ländern
 Finale am 22. Juli

### 200 m Brust
| Platz | Land | Athlet           | Zeit (min) |
| ----- | ---- | ---------------- | ---------- |
| 1     | URS  | Robertas Žulpa   | 2:15,85    |
| 2     | HUN  | Albán Vermes     | 2:16,93    |
| 3     | URS  | Arsens Miskarovs | 2:17,28    |
| 4     | URS  | Gennadi Utenkov  | 2:19,64    |
| 5     | AUS  | Lindsay Spencer  | 2:19,68    |
| 6     | GBR  | Duncan Goodhew   | 2:20,92    |
| 7     | SWE  | Peter Berggren   | 2:21,39    |
| 8     | GDR  | Jörg Walter      | 2:22,39    |

Teilnehmer: 20 Schwimmer aus 14 Ländern
 Finale am 26. Juli

### 100 m Schmetterling
| Platz | Land | Athlet             | Zeit (s) |
| ----- | ---- | ------------------ | -------- |
| 1     | SWE  | Pär Arvidsson      | 54,92    |
| 2     | GDR  | Roger Pyttel       | 54,94    |
| 3     | ESP  | David López-Zubero | 55,13    |
| 4     | NED  | Cees Vervoorn      | 55,25    |
| 5     | URS  | Jewgeni Seredin    | 55,35    |
| 6     | GBR  | Gary Abraham       | 55,42    |
| 7     | FRA  | Xavier Savin       | 55,66    |
| 8     | URS  | Alexei Markowski   | 55,70    |

Teilnehmer: 35 Schwimmer aus 30 Ländern
 Finale am 23. Juli

### 200 m Schmetterling
| Platz | Land | Athlet          | Zeit (min) |
| ----- | ---- | --------------- | ---------- |
| 1     | URS  | Serhij Fessenko | 1:59,76    |
| 2     | GBR  | Philip Hubble   | 2:01,20    |
| 3     | GDR  | Roger Pyttel    | 2:01,39    |
| 4     | GBR  | Peter Morris    | 2:02,27    |
| 5     | URS  | Michail Gorelik | 2:02,44    |
| 6     | NED  | Cees Vervoorn   | 2:02,52    |
| 7     | SWE  | Pär Arvidsson   | 2:02,61    |
| 8     | GBR  | Stephen Poulter | 2:02,93    |

Teilnehmer: 27 Schwimmer aus 20 Ländern
 Finale am 20. Juli

### 400 m Lagen
| Platz | Land | Athlet              | Zeit (min) |
| ----- | ---- | ------------------- | ---------- |
| 1     | URS  | Oleksandr Sydorenko | 4:22,98    |
| 2     | URS  | Serhij Fessenko     | 4:23,43    |
| 3     | HUN  | Zoltán Verrasztó    | 4:24,24    |
| 4     | HUN  | András Hargitay     | 4:24,48    |
| 5     | BRA  | Djan Madruga        | 4:26,81    |
| 6     | TCH  | Miloslav Rolko      | 4:26,99    |
| 7     | POL  | Leszek Górski       | 4:28,89    |
| 8     | TCH  | Daniel Machek       | 4:29,86    |

Teilnehmer: 27 Schwimmer aus 17 Ländern
 Finale am 27. Juli

### 4 × 200 m Freistil
| Platz | Land (Athleten) | Zeit (min)                              |
| ----- | --- | --------------------------------------- |
| 1     | Sowjetunion Sergei Kopljakow Wladimir Salnikow Ivar Stukolkin Andrei Krylow Vorlauf: Sergei Russin, Serhij Krassjuk, Juri Presekin | 7:23,50 1:50,00 1:51,09 1:52,04 1:50,37 |
| 2     | DDR Frank Pfütze Jörg Woithe Detlev Grabs Rainer Strohbach Vorlauf: Frank Kühne                                                    | 7:28,60 1:52,96 1:51,78 1:52,24 1:51,62 |
| 3     | Brasilien Jorge Luiz Fernandes Marcus Mattioli Cyro Delgado Djan Madruga                                                           | 7:29,30 1:52,61 1:52,94 1:52,35 1:51,40 |
| 4     | Schweden Michael Söderlund Per Wikström Per-Alvar Magnusson Thomas Lejdström Vorlauf: Anders Rutqvist, Per-Ola Quist               | 7:30,10 1:52,54 1:52,70 1:53,01 1:51,85 |
| 5     | Italien Paolo Revelli Raffaele Franceschi Andrea Ceccarini Fabrizio Rampazzo Vorlauf: Federico Silvestri                           | 7:30,37 1:53,14 1:51,56 1:54,91 1:50,76 |
| 6     | Großbritannien Douglas Campbell Philip Hubble Martin Smith Andrew Astbury Vorlauf: Mark Taylor, Kevin Lee                          | 7:30,81 1:53,56 1:52,96 1:52,69 1:51,60 |
| 7     | Australien Graeme Brewer Mark Tonelli Mark Kerry Ron McKeon Vorlauf: Max Metzker                                                   | 7:30,82 1:52,57 1:53,47 1:52,64 1:52,14 |
| 8     | Frankreich Fabien Noël Marc Lazzaro Dominique Petit Pascal Laget                                                                   | 7:36,08 1:52,73 1:53,79 1:54,88 1:54,68 |

Teilnehmer: 13 Staffeln
 Finale am 23. Juli

### 4 × 100 m Lagen
| Platz | Land (Athleten) | Zeit                                            |
| ----- | --- | ----------------------------------------------- |
| 1     | Australien Mark Kerry Peter Evans Mark Tonelli Neil Brooks Vorlauf: Glenn Patching                                                | 3:45,70 min 57,89 s 1:03,01 min 54,94 s 49,86 s |
| 2     | Sowjetunion Wiktor Kusnezow Arsens Miskarovs Jewgeni Seredin Sergei Kopljakow Vorlauf: Schemetow, Fedorowski, Markowski, Krassjuk | 3:45,92 min 56,81 s 1:03,64 min 54,58 s 50,89 s |
| 3     | Großbritannien Gary Abraham Duncan Goodhew David Lowe Martin Smith Vorlauf: Paul Marshall, Mark Taylor                            | 3:47,71 min 57,72 s 1:03,73 min 55,57 s 50,69 s |
| 4     | DDR Dietmar Göhring Jörg Walter Roger Pyttel Jörg Woithe Vorlauf: Frank Kühne                                                     | 3:48,25 min 58,34 s 1:05,14 min 54,81 s 49,96 s |
| 5     | FRA Frédéric Delcourt Olivier Borios Xavier Savin René Écuyer                                                                     | 3:49,19 min 58,84 s 1:05,14 min 55,07 s 50,14 s |
| 6     | Ungarn Sándor Wladár János Dzvonyár Zoltán Verrasztó Gábor Mészáros                                                               | 3:50,29 min 57,30 s 1:04,12 min 55,72 s 53,15 s |
| 7     | Niederlande Fred Eefting Albert Boonstra Cees Vervoorn Cees Jan Winkel                                                            | 3:51,81 min 58,37 s 1:05,49 min 54,92 s 53,03 s |
| 8     | Brasilien Rômulo Arantes Sérgio Ribeiro Cláudio Kestener Jorge Luiz Fernandes Vorlauf: Cyro Delgado                               | 3:53,24 min 57,99 s 1:05,68 min 57,33 s 52,24 s |

Teilnehmer: 13 Staffeln
 Finale am 24. Juli

## Frauen

### 100 m Freistil
| Platz | Land | Athletin            | Zeit (s) |
| ----- | ---- | ------------------- | -------- |
| 1     | GDR  | Barbara Krause      | 54,79    |
| 2     | GDR  | Caren Metschuck     | 55,16    |
| 3     | GDR  | Ines Diers          | 55,65    |
| 4     | URS  | Olga Klewakina      | 57,40    |
| 5     | NED  | Conny van Bentum    | 57,63    |
| 6     | URS  | Natalja Strunnikowa | 57,83    |
| 7     | FRA  | Guylaine Berger     | 57,88    |
| 8     | SWE  | Agneta Eriksson     | 57,90    |

Teilnehmer: 31 Schwimmerinnen aus 21 Ländern
 Finale am 21. Juli
 Schon im Vorlauf stellte Barbara Krause mit 54,98 s einen neuen Weltrekord auf.

### 200 m Freistil
| Platz | Land | Athletin            | Zeit (min) |
| ----- | ---- | ------------------- | ---------- |
| 1     | GDR  | Barbara Krause      | 1:58,33    |
| 2     | GDR  | Ines Diers          | 1:59,64    |
| 3     | GDR  | Carmela Schmidt     | 2:01,44    |
| 4     | URS  | Olga Klewakina      | 2:02,29    |
| 5     | NED  | Reggie de Jong      | 2:02,76    |
| 6     | GBR  | June Croft          | 2:03,15    |
| 7     | URS  | Natalja Strunnikowa | 2:03,74    |
| 8     | URS  | Irina Aksjonowa     | 2:04,00    |

Teilnehmer: 26 Schwimmerinnen aus 16 Ländern
 Finale am 24. Juli

### 400 m Freistil
| Platz | Land | Athletin        | Zeit (min) |
| ----- | ---- | --------------- | ---------- |
| 1     | GDR  | Ines Diers      | 4:08,76    |
| 2     | GDR  | Petra Schneider | 4:09,16    |
| 3     | GDR  | Carmela Schmidt | 4:10,86    |
| 4     | AUS  | Michelle Ford   | 4:11,65    |
| 5     | URS  | Irina Aksjonowa | 4:14,40    |
| 6     | NED  | Annelies Maas   | 4:15,79    |
| 7     | NED  | Reggie de Jong  | 4:15,95    |
| 8     | URS  | Olga Klewakina  | 4:19,18    |

Teilnehmer: 20 Schwimmerinnen aus 13 Ländern
 Finale am 22. Juli

### 800 m Freistil
| Platz | Land | Athletin           | Zeit (min) |
| ----- | ---- | ------------------ | ---------- |
| 1     | AUS  | Michelle Ford      | 8:28,90    |
| 2     | GDR  | Ines Diers         | 8:32,55    |
| 3     | GDR  | Heike Dähne        | 8:33,48    |
| 4     | URS  | Irina Aksjonowa    | 8:38,05    |
| 5     | URS  | Oksana Komissarowa | 8:42,04    |
| 6     | BEL  | Pascale Verbauwen  | 8:44,84    |
| 7     | GDR  | Ines Geißler       | 8:45,28    |
| 8     | URS  | Olena Iwanowa      | 8:46,45    |

Teilnehmer: 16 Schwimmerinnen aus 11 Ländern
 Finale am 27. Juli
 Im Vorlauf verbesserte Heike Dähne den olympischen Rekord auf 8:36,09 min.

### 100 m Rücken
| Platz | Land | Athletin          | Zeit (min) |
| ----- | ---- | ----------------- | ---------- |
| 1     | GDR  | Rica Reinisch     | 1:00,86    |
| 2     | GDR  | Ina Kleber        | 1:02,07    |
| 3     | GDR  | Petra Riedel      | 1:02,64    |
| 4     | ROU  | Carmen Bunaciu    | 1:03,81    |
| 5     | BEL  | Carine Verbauwen  | 1:03,82    |
| 6     | URS  | Larisa Gorchakova | 1:03,87    |
| 7     | NED  | Monique Bosga     | 1:04,47    |
| 8     | ITA  | Manuela Carosi    | 1:05,10    |

Teilnehmer: 27 Schwimmerinnen aus 18 Ländern
 Finale am 23. Juli
 Schon im Vorlauf stellte Rica Reinisch mit 1:01,50 min einen neuen Weltrekord auf.

### 200 m Rücken
| Platz | Land | Athletin                 | Zeit (min) |
| ----- | ---- | ------------------------ | ---------- |
| 1     | GDR  | Rica Reinisch            | 2:11,77    |
| 2     | GDR  | Cornelia Polit           | 2:13,75    |
| 3     | GDR  | Birgit Treiber           | 2:14,14    |
| 4     | ROU  | Carmen Bunaciu           | 2:15,20    |
| 5     | BEL  | Yolande Van der Straeten | 2:15,58    |
| 6     | BEL  | Carine Verbauwen         | 2:16,66    |
| 7     | AUS  | Lisa Forrest             | 2:16,75    |
| 8     | URS  | Larisa Gorchakova        | 2:17,72    |

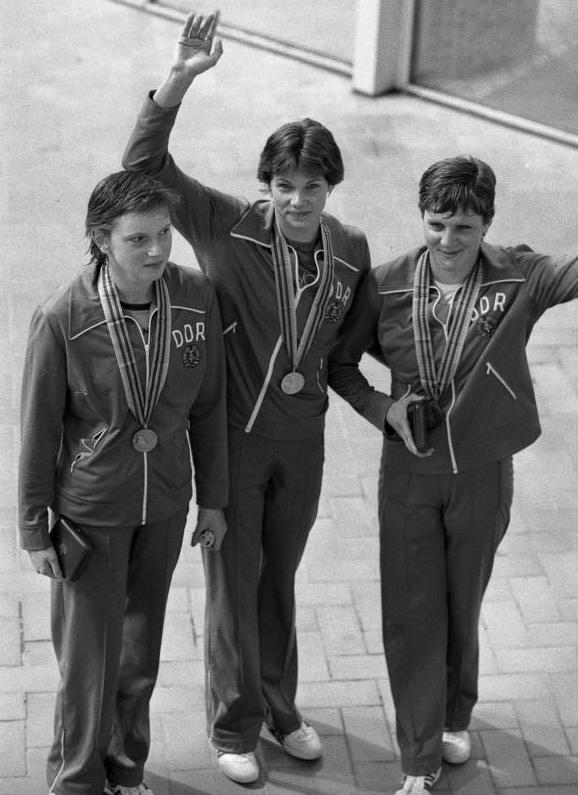
(v.l.) Polit, Reinisch und Treiber.

Teilnehmer: 24 Schwimmerinnen aus 15 Ländern
 Finale am 27. Juli
 Schon im Vorlauf verbesserte Rica Reinisch den olympischen Rekord auf 2:13,00 min.

### 100 m Brust
| Platz | Land | Athletin            | Zeit (min) |
| ----- | ---- | ------------------- | ---------- |
| 1     | GDR  | Ute Geweniger       | 1:10,22    |
| 2     | URS  | Elwira Wassilkowa   | 1:10,41    |
| 3     | DEN  | Susanne Nielsson    | 1:11,16    |
| 4     | GBR  | Margaret Kelly      | 1:11,48    |
| 5     | SWE  | Eva-Marie Håkansson | 1:11,72    |
| 6     | GBR  | Susannah Brownsdon  | 1:12,11    |
| 7     | URS  | Lina Kačiušytė      | 1:12,21    |
| 8     | ITA  | Monica Bonon        | 1:12,51    |

Teilnehmer: 26 Schwimmerinnen aus 21 Ländern
 Finale am 26. Juli
 Im Vorlauf verbesserte Ute Geweniger ihren eigenen Weltrekord auf 1:10,11 min.

### 200 m Brust
| Platz | Land | Athletin           | Zeit (min) |
| ----- | ---- | ------------------ | ---------- |
| 1     | URS  | Lina Kačiušytė     | 2:29,54    |
| 2     | URS  | Swetlana Warganowa | 2:29,61    |
| 3     | URS  | Julija Bogdanowa   | 2:32,39    |
| 4     | DEN  | Susanne Nielsson   | 2:32,75    |
| 5     | TCH  | Irena Fleissnerová | 2:33,23    |
| 6     | GDR  | Ute Geweniger      | 2:34,34    |
| 7     | GDR  | Bettina Löbel      | 2:34,51    |
| 8     | GDR  | Sylvia Rinka       | 2:35,38    |

Teilnehmer: 25 Schwimmerinnen aus 18 Ländern
 Finale am 23. Juli
 Im Vorlauf verbesserte Swetlana Warganowa den olympischen Rekord auf 2:29,77 min.

### 100 m Schmetterling
| Platz | Land | Athletin          | Zeit (min) |
| ----- | ---- | ----------------- | ---------- |
| 1     | GDR  | Caren Metschuck   | 1:00,42    |
| 2     | GDR  | Andrea Pollack    | 1:00,90    |
| 3     | GDR  | Christiane Knacke | 1:01,44    |
| 4     | GBR  | Ann Osgerby       | 1:02,21    |
| 5     | AUS  | Lisa Curry        | 1:02,40    |
| 6     | SWE  | Agneta Mårtensson | 1:02,61    |
| 7     | CRC  | Miriam Paris      | 1:02,89    |
| 8     | GBR  | Janet Osgerby     | 1:02,90    |

Teilnehmer: 25 Schwimmerinnen aus 18 Ländern
 Finale am 24. Juli

### 200 m Schmetterling
| Platz | Land | Athletin              | Zeit (min) |
| ----- | ---- | --------------------- | ---------- |
| 1     | GDR  | Ines Geißler          | 2:10,44    |
| 2     | GDR  | Sybille Schönrock     | 2:10,45    |
| 3     | AUS  | Michelle Ford         | 2:11,66    |
| 4     | GDR  | Andrea Pollack        | 2:12,13    |
| 5     | POL  | Dorota Brzozowska     | 2:14,12    |
| 6     | GBR  | Ann Osgerby           | 2:14,83    |
| 7     | SWE  | Agneta Mårtensson     | 2:15,22    |
| 8     | URS  | Alla Grischtschenkowa | 2:15,70    |

Teilnehmer: 21 Schwimmerinnen aus 14 Ländern
 Finale am 21. Juli

### 400 m Lagen
| Platz | Land | Athletin             | Zeit (min) |
| ----- | ---- | -------------------- | ---------- |
| 1     | GDR  | Petra Schneider      | 4:36,29    |
| 2     | GBR  | Sharron Davies       | 4:46,83    |
| 3     | POL  | Agnieszka Czopek     | 4:48,17    |
| 4     | GDR  | Grit Slaby           | 4:48,54    |
| 5     | GDR  | Ulrike Tauber        | 4:49,18    |
| 6     | BUL  | Stoianka Dyngalakova | 4:49,25    |
| 7     | URS  | Olga Klewakina       | 4:50,91    |
| 8     | POL  | Magdalena Białas     | 4:53,30    |

Teilnehmer: 20 Schwimmerinnen aus 13 Ländern
 Finale am 26. Juli

### 4×100 m Freistil
| Platz | Land (Athletinnen) | Zeit                                                |
| ----- | --- | --------------------------------------------------- |
| 1     | DDR Barbara Krause Caren Metschuck Ines Diers Sarina Hülsenbeck Vorlauf: Carmela Schmidt                               | 3:42,71 min 54,90 s 55,61 s 55,90 s 56,30 s         |
| 2     | Schweden Carina Ljungdahl Tina Gustafsson Agneta Mårtensson Agneta Eriksson Vorlauf: Birgitta Jönsson, Helena Peterson | 3:48,93 min 57,61 s 56,82 s 57,93 s 56,57 s         |
| 3     | Niederlande Conny van Bentum Wilma van Velsen Reggie de Jong Annelies Maas                                             | 3:49,51 min 57,50 s 57,38 s 57,17 s 57,46 s         |
| 4     | Großbritannien Sharron Davies Kaye Lovatt Jackie Willmott June Croft                                                   | 3:51,71 min 58,74 s 58,44 s 57,68 s 56,85 s         |
| 5     | Australien Lisa Curry Karen van de Graaf Rosemary Brown Michelle Pearson                                               | 3:54,16 min 59,13 s 57,79 s 59,38 s 57,86 s         |
| 6     | Mexiko Isabel Reuss Dagmar Erdman Teresa Rivera Helen Plaschinski                                                      | 3:55,41 min 57,99 s 1:01,17 min 58,60 s 57,65 s     |
| 7     | Bulgarien Dobrinka Mintschewa Rumjana Dobrewa Ani Kostowa Stojanka Dyngalakowa                                         | 3:56,34 min 58,90 s 59,79 s 59,72 s 57,93 s         |
| 8     | Spanien Natalia Más Margarita Armengol Laura Flaque Gloria Casado                                                      | 3:58,73 min 58,88 s 1:00,08 min 1:00,05 min 59,72 s |

Teilnehmer: 9 Staffeln
 Finale am 27. Juli
 Im Vorlauf stellte die Staffel der DDR (Krause, Hülsenbeck, Metschuck und Schmidt) mit 3:45,19 min einen neuen Europarekord auf.
 Die Staffel der Sowjetunion wurde im Vorlauf disqualifiziert.

### 4×100 m Lagen
| Platz | Land (Athletinnen) | Zeit                                                    |
| ----- | --- | ------------------------------------------------------- |
| 1     | DDR Rica Reinisch Ute Geweniger Andrea Pollack Caren Metschuck Vorlauf: Sarina Hülsenbeck                                        | 4:06,67 min 1:01,51 min 1:09,46 min 1:00,14 min 55,56 s |
| 2     | Großbritannien Helen Jameson Margaret Kelly Ann Osgerby June Croft                                                               | 4:12,24 min 1:04,60 min 1:09,95 min 1:01,77 min 55,92 s |
| 3     | Sowjetunion Jelena Kruglowa Elwira Wassilkowa Alla Grischtschenkowa Natalja Strunnikowa Vorlauf: Irina Aksjonowa, Olga Klewakina | 4:13,61 min 1:04,60 min 1:10,10 min 1:02,72 min 56,19 s |
| 4     | Schweden Annika Uvehall Eva-Marie Håkansson Agneta Mårtensson Tina Gustafsson                                                    | 4:16,91 min 1:06,45 min 1:11,25 min 1:02,06 min 57,15 s |
| 5     | Italien Laura Foralosso Sabrina Seminatore Cinzia Savi Scarponi Monica Vallarin                                                  | 4:19,05 min 1:04,20 min 1:12,91 min 1:02,61 min 59,33 s |
| 6     | Australien Lisa Forrest Lisa Curry Karen van de Graaf Rosemary Brown                                                             | 4:19,90 min 1:04,59 min 1:13,61 min 1:03,07 min 58,63 s |
| 7     | Rumänien Carmen Bunaciu Brigitte Prass Mariana Paraschiv Irinel Adela Panulescu                                                  | 4:21,27 min 1:03,37 min 1:14,23 min 1:04,46 min 59,21 s |
| 8     | Bulgarien Stojanka Dyngalakowa Tanja Bogomilowa Ani Monewa Dobrinka Mintschewa                                                   | 4:22,38 min 1:06,23 min 1:12,39 min 1:04,91 min 58,85 s |

Teilnehmer: 10 Staffeln
 Finale am 20. Juli
 Rica Reinisch stellte als Startschwimmerin der DDR-Lagenstaffel mit 1:01,51 min den Weltrekord über 100 Meter Rücken von Ulrike Richter ein.